# Tettigidea nigra
Tettigidea nigra är en insektsart som beskrevs av Morse 1900. Tettigidea nigra ingår i släktet Tettigidea och familjen torngräshoppor. Inga underarter finns listade i Catalogue of Life.